# 富田町 (台北市)
富田町（とみたちょう）は、日本統治時代の台北市の南東部にある行政区。北西部には台北帝国大学（現・台湾大学）がある。同大学の当時の住所は富田町47番地。

## 町内施設
- 台北帝国大学
- 総督府農業試験所（現・国立台湾科技大学）
- 総督府養蚕所（現・台北市立民族国民中学）